# Браш
Браш (нем. von Brasch) — дворянский род.
Карл Браш, чиновник IX кл., жалован 03.11.1844 дипломом на потомственное дворянское достоинство.

## Известные представители рода
- Браш, Виктор Вильгельм фон (1850—1877) — лифляндский экономист; автор труда «Коммуна и её финансовое значение во Франции».